# Похвиснев, Михаил Николаевич
Михаи́л Никола́евич Похвиснев (1811 или 1813—1882) — виленский губернатор, начальник Департамента полиции исполнительной и Главного управления по делам печати, сенатор, тайный советник. Библиофил, коллекционер, публицист и мемуарист.

## Биография
Происходил из дворянского рода Похвисневых. Его младший брат — Аркадий Николаевич Похвиснев. Отец — председатель Владимирской казённой палаты, действительный статский советник Николай Иванович Похвиснев. Мать — Мария Михайловна, урождённая Сибилева.
Окончил Императорский Царскосельский лицей; 14 августа 1832 года был высочайше пожалован чином титулярного советника. В службу вступил 9 мая 1833 года в канцелярию министра внутренних дел. В том же - 1833, уволен «по болезни». Был в отставке с 8 ноября 1833 по 14 апреля 1841 года. В конце 1830-х Похвиснев познакомился с А. И. Герценым, «вращался в московских литературных кружках, интересовался современным философским движением и был близок <…> к кругу интересов Герцена и его кружка». В апреле 1841 года назначен на должность помощника управляющего Владимирской удельной конторой, которую занимал до своей отставки 24 мая 1847 года. В той должности произведён, за выслугу лет, из коллежских асессоров — в надворные советники, со старшинством с 8 апреля 1846 года. После выхода в отставку, в том же — 1847, отправился в заграничное путешествие.
Вернулся на службу с 14 декабря 1850 года и был определён по Министерству народного просвещения правителем канцелярии попечителя Московского учебного округа; 22 ноября 1851 года назначен инспектором казённых училищ округа, одновременно (до 16 мая 1852 года) занимая и прежнюю должность; с 28 октября 1852 коллежский советник.
С 18 декабря 1852 года назначен цензором Московского цензурного комитета; с 5 января 1855 назначен вновь инспектором казённых училищ Московского учебного округа. В той должности, с 27 января 1855 награждён, за отличие, чином статского советника, со старшинством с 15 января 1855; повторным ВП от 1 февраля 1855, старшинство в чине пожаловано с 12 января 1855.
В том чине с 25 января 1856 перемещён в Министерство внутренних дел, с причислением к оному. С 23 апреля 1856 назначен на должность виленского вице-губернатора; 23 октября 1857 года производится, за отличие, в чин действительного статского советника; с 1 ноября 1857 назначен и. д. виленского гражданского губернатора; с 30 января 1859 года — виленский губернатор.
В 1859 году Похвиснев являлся членом личного состава Музеума древностей Виленской археологической комиссии.
Принимал участие в проведении крестьянской реформы, за что 20 апреля 1861 года получил золотую медаль за труды по освобождению крестьян. В 1863 получил серебряный знак отличия «За введение в действие Положений 1861 года. 17 Апреля 1863».
С 17 апреля 1863 года до 2 декабря 1866 года — директор Департамента исполнительной полиции. В 1864 избран членом С.-Петербургского Английского собрания. В 1865 году произведён, за отличие, в тайные советники.
С 2 декабря 1866 года назначен начальником Главного управления по делам печати. Это назначение состоялось вскоре после покушения Каракозова на Александра II, вызвавшего шок в России и ставшего причиной резкого ужесточения цензуры. Однако, в январе 1867 года Ф. И. Тютчев писал И. С. Аксакову: «новый председатель … оказывается человеком рассудительным и самостоятельным. С этим можно будет жить». В феврале 1868 года И. А. Гончаров в переписке с И. С. Тургеневым назвал главного цензора России «человеком умным и просвещенным другом литературы». Впоследствии о Похвисневе писали: «Как человек, он отличался необычайно мягким и добрым, симпатичным характером. Русская печать пользовалась при нём вполне добрым покровительством — и оставил по себе светлое воспоминание». В том же — 1867, утверждён почётным мировым судьей по Карачевскому уезду, Орловской губернии. С назначением 24 сентября 1870 года сенатором он был направлен во 2-е отделение 3-го департамента Сената; в 1877 году состоял в Особом присутствии по государственным преступлениям, затем присутствующий в общем собрании 4-го, 5-го и Межевого департаментов Сената.
С 20 мая 1881 уволен в отпуск — за границу, впредь до выздоровления. Умер в Париже 4 (16) ноября 1882 года. Похоронен в Москве в Андрониковом монастыре. Был холост. В некоторых изданиях ошибочно показано, что в конце 1830-х — начале 1840-х был женат на «хорошей пианистке» Прасковье Николаевне, вместе с которой посещал А. И. Герцена и его знакомых. Однако, речь идёт о его сестре.
Похвиснев собирал коллекцию портретов. У него была библиотека, богатая редкими русскими и иностранными сочинениями, а также большое собрание автографов и редких гравюр русских и иностранных художников, преимущественно тех же портретов. В частности, в его коллекции находился единственно известный экземпляр брошюры о посольстве кн. З. И. Сугорского к императору Максимилиану (1576), отпечатанной в Нюрнберге, содержавшей один из двух известных достоверных прижизненных портретов царя Ивана Грозного. Коллекция гравюр, согласно завещанию, была пожертвована Русскому национальному музею имени наследника цесаревича Александра Александровича в Москве. В Русской старине (1872. — Т. 6. — № 11. — С. 475—492) были помещены его заметки: Алексей Петрович Ермолов. В Русском Архиве (1911. — Т. 1. (135). — № 2. — С. 189—215) опубликованы выдержки из его дневника за 1853 и 1870 годы (взято из Щукинского сборника). В Щукинском сборнике опубликованы его мемуары о заграничном путешествии 1847 года и переписка разных лет.

## Награды
- орден Святого Владимира 3-й степени (18.08.1856)
- орден Святого Станислава 1-й степени (1858)
- орден Святой Анны 1-й степени (18.11.1860)
- орден Святого Владимира 2-й степени (17.04.1863)
- Орден Белого Орла (16.04.1867)
- Орден Святого Александра Невского (1.01.1875)
- Темно-бронзовая медаль «В память войны 1853—1856», на Владимирской ленте (1856)
- Золотая медаль «За труды по освобождению крестьян» (20.04.1861)
- Вмененная аренда, на 12 лет, в размере 2 000 руб. в год (30.03.1870)

## Происхождение
- Отец — действительный статский советник и кавалер Н. И. Похвиснев (?—1853). Помещик Калужской, Орловской и Тульской губ. В службе с 1781; в чине с 1793. Городничий г. Жиздры Калужской губ. (1806—1818); экзекутор Московского почтамта (1819—1839); председатель Владимирской казённой палаты (1839—1849). Надворный советник с 31.12.1813; коллежский советник с 31.12.1819; статский советник с 22.03.1839; действительный статский советник с 6.09.1846. Награды: орд. Св. Владимира 4-й ст. (26.02.1820); орд. Св. Анны 2-й ст. (11.01.1824); орд. Св. Анны 2-й ст., с императорской короной (8.01.1832); орд. Св. Станислава 3-й[26] ст. (18.01.1835); орд. Св. Владимира 3-й ст. (31.07.1843); з. о. «Беспорочная служба XL» (22.08.1843). По воспоминаниям московского почт-директора А. Я. Булгакова, Похвиснев был «человек и усердный, и благородный». Двоюродный брат, по матери, декабриста С. И. Кривцова. Жена — урождённая Мария Михайловна Сибилева (1786—9.01.1850, Москва), помещица с. Зеленино (Биркино тож), Карачевского уезда, Орловской губ., дочь вахмистра, затем корнета Михаила Егоровича Сибилева[27], помещика того ж села. Дети: коллежский секретарь Николай[28], тайный советник и сенатор Михаил, артиллерии штабс-капитан, затем титулярный советник Сергей[29] (?—не ранее 1859), девица Людмила (1822—18(30).03.1894, Ницца[30]), коллежская секретарша Прасковья, в замужестве Языкова[31] (?—22.04.1871, Смоленск). В феврале 1852 Николай (отец), Михаил, Сергей и жена коллежского секретаря Прасковья Языкова, уступили дочери и сестре своей — девице Людмиле, причитающиеся им части из того имения[32] умершей матери их, а Николая Ивановича жены — Марии Михайловны Похвисневой[33]. Младший сын — Аркадий.
- Дед — ротмистр (по другим сведениям[34] — капитан[35]) Иван Яковлевич Похвиснев (?—не ранее 1793), помещик Трубчевского и Карачевского уездов. Определением орловского ДДС от 23.01.1790 внесён в VI часть ДРК Орловской губ. Жена[36]: девица Ефимия Васильевна Кривцова, единственная дочь подполковника Василия Тимофеевича Кривцова (?—1790) и Ульяны Васильевны, урождённой Давыдовой (?—1786), брянская помещица, двоюродная сестра Марии Денисовны Ермоловой, по первому браку Каховской, жены генерала А. П. Ермолова во втором браке[37]. Помещик села Бушнево, Карачевского уезда, Орловской губернии. Отцовское имение наследовал сын — действительный статский советник Н. И. Похвиснев, в феврале 1852 уступивший[38] его своему сыну — надворному советнику Михаилу Николаевичу Похвисневу. Ему же — Михаилу, тогда же уступили свои части того имения брат и сестры: артиллерии штабс—капитан Сергей, девица Людмила Похвисневы и коллежская секретарша Прасковья Языкова[39].
- Прадед  — прапорщик в отставке (11.08.1726, из вахмистров) Яков Васильевич Похвиснев (после 1686/1688—?). Участник кампаний Северной войны. Старший брат — Алексей Васильевич Похвиснев (после 1686/1688—?): в службе с 1714 из дворянских недорослей; солдат (1714), капрал (1714), сержант (1715—1717), полковой адъютант (1717—1726), поручик (1726—1735) Бутырского пехотного полка; капитан (26.06.1735, из поручиков), секунд-майор (11.10.1738, из капитанов) Московского гарнизона (Коломенского пехотного полка); участник кампаний Северной войны; после смерти отца разделил с братьями его недвижимое имение, состоящее в Брянском и Кромском уездах, 16 крестьянских дворов, по разделу, получил на свой жеребей 3 двора без четверти. Младший брат — Иосиф (Осип) Васильевич Похвиснева (после 1686/1688—?): прапорщик (16.10.1728, из вахмистров), поручик (8.05.1733, из прапорщиков) Киевского гарнизона. В Русской старине (1875. — Т. 13. — № 5. — С. 143—145) опубликовано письмо начала XVIII века «служилого человека» (драгуна) Я. В. Похвиснева к отцу, стольнику В. М. Похвисневу, о присылке денег, в связи с вступлением в службу и подготовкой к походу в Польшу. Письмо и комментарий к нему для публикации предоставлены сенатором Михаилом Николаевичем Похвисневым из семейного архива.
- Прапрадед — Василий Михайлович Похвиснев (не ранее 1643/44—1713/1714), брянский и кромский помещик. Стряпчий (1677); стольник (1686). Участник кампаний Русско-турецкой войны (1672—1681). За те службы (Чигиринские походы) 11 апреля 1685 брянские и кромские поместья ему пожалованы в вотчину, в том числе село Полужье Брянского уезда[34]. Вместе со старшим братом — стольником Иваном, подписал родословную дворян Похвисневых, в 1686—1688 поданную в Палату родословных дел[40]. 22 августа 1705 от службы отставлен. Жена: Фёкла Никитична. Имел шесть сыновей (Семён, Алексей, Яков, Осип, Пётр, ?) и нескольких дочерей (Мавра, Аксинья). С семейством жил в с. Полужье. Его внук — сенатор М. С. Похвиснев.
- Прапрапрадед — Михаил Елизаров Похвиснев (?—после 1686). Участник кампаний Русско—польской войны (1654—1667). Брянский сын боярский (1670/71); дворянин московский (1671/72). Вместе с младшими братьями — Александром[41] и Петром[42], в 1671/72 за службу жалован поместьями в Брянском уезде: «Во брянском в подлинном списку 179-го году оклад ему с придачами поместной восемьсот тридцать чети, денег сорок три рубли»[43]. Был жив в 1686—1688. Вместо него к родословной дворян Похвисневых приложил руку старший сын — Иван. Жена (ок. 1643/44): девица Исупова N Воиновна, дочь Воина Исупова и Марьи Исуповой, помещицы д. Епишева, Воронитцкой волости, Брянского уезда[44].